# Würgenippel
Ein Würgenippel dient dazu, in der Elektroinstallation Einführungen von Kabeln und Leitungen in elektrische Betriebsmittel gegen äußere Einflüsse wie Fremdkörper und Flüssigkeiten abzudichten.
Solche Nippel aus Elastomer oder elastischem Thermoplast werden in runde Öffnungen des Betriebsmittels (Schaltschrank, Abzweigdose) eingesetzt. Es wird zwischen offenen und geschlossenen Ausführungen unterschieden. Bei der offenen Ausführung ist in der Regel schon ein Loch für die Einführung des Kabels vorhanden. Bei der geschlossenen Ausführung muss die Membran durchstoßen oder aufgeschnitten werden. Sie können daher, sofern noch verschlossen, als Verschlussstopfen dienen. 
Neben der gezeigten Ausführung gibt es auch Würgenippel mit Gewinde (PG oder metrisch) die in Betriebsmittel mit eben einem solchen Gewinde eingeschraubt werden oder mit einer Kunststoffmutter befestigt werden können. Würgenippel dienen nicht der Zugentlastung und sind daher nur für Festinstallationen geeignet. Die bauliche Ausführung der Würgenippel muss der Schutzart des elektrischen Betriebsmittels genügen. 
Der Würgenippel wurde 1956 von dem Unternehmen Günther Spelsberg GmbH + Co. KG in Schalksmühle erfunden und zum Patent angemeldet. Heute produzieren neben Spelsberg eine Vielzahl von Herstellern dieses Zubehör in den unterschiedlichsten Ausführungen.
Die folgenden Bilder zeigen noch nicht benutzte Doppelmembranstutzen.

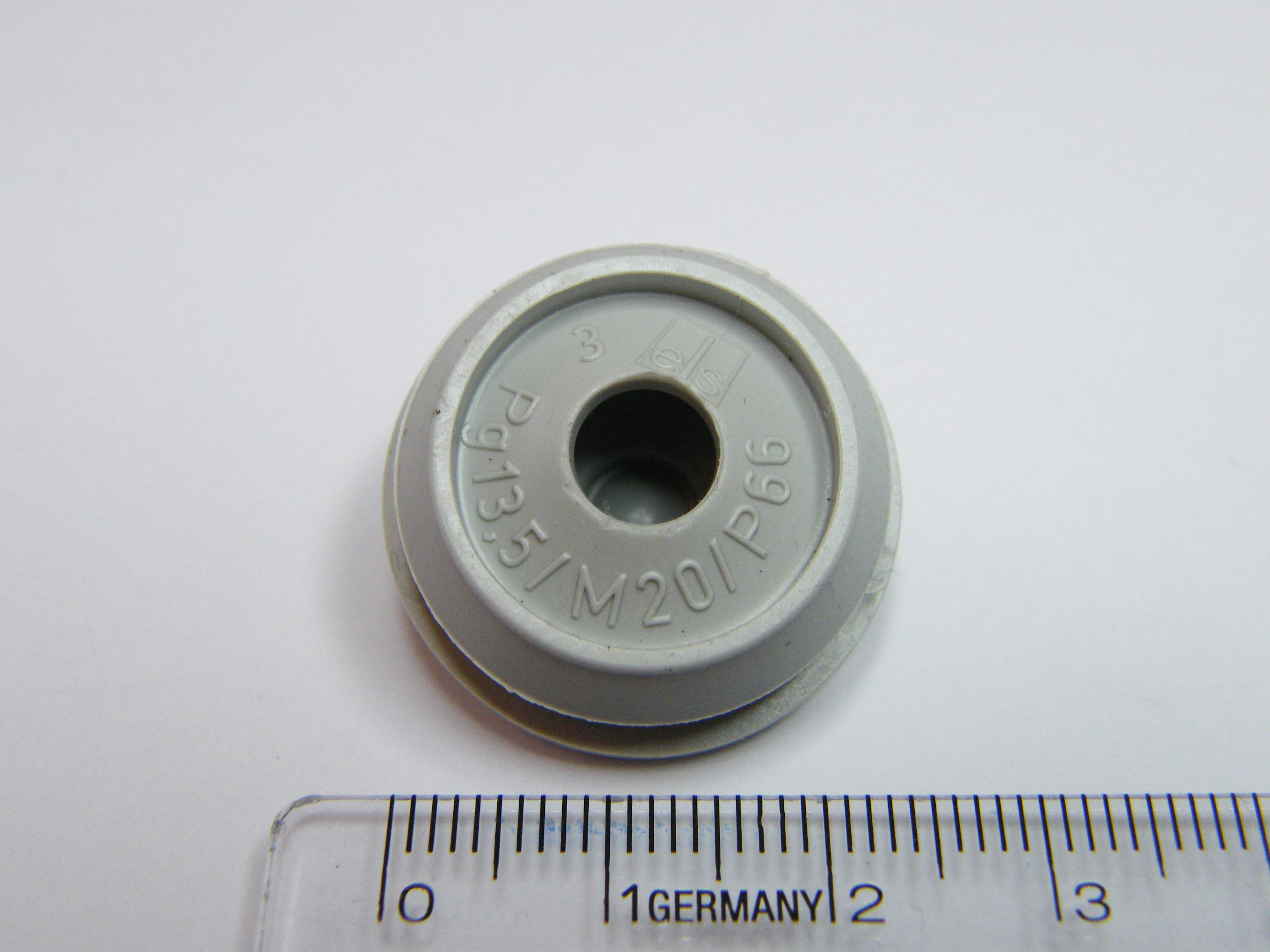
Ansicht von unten
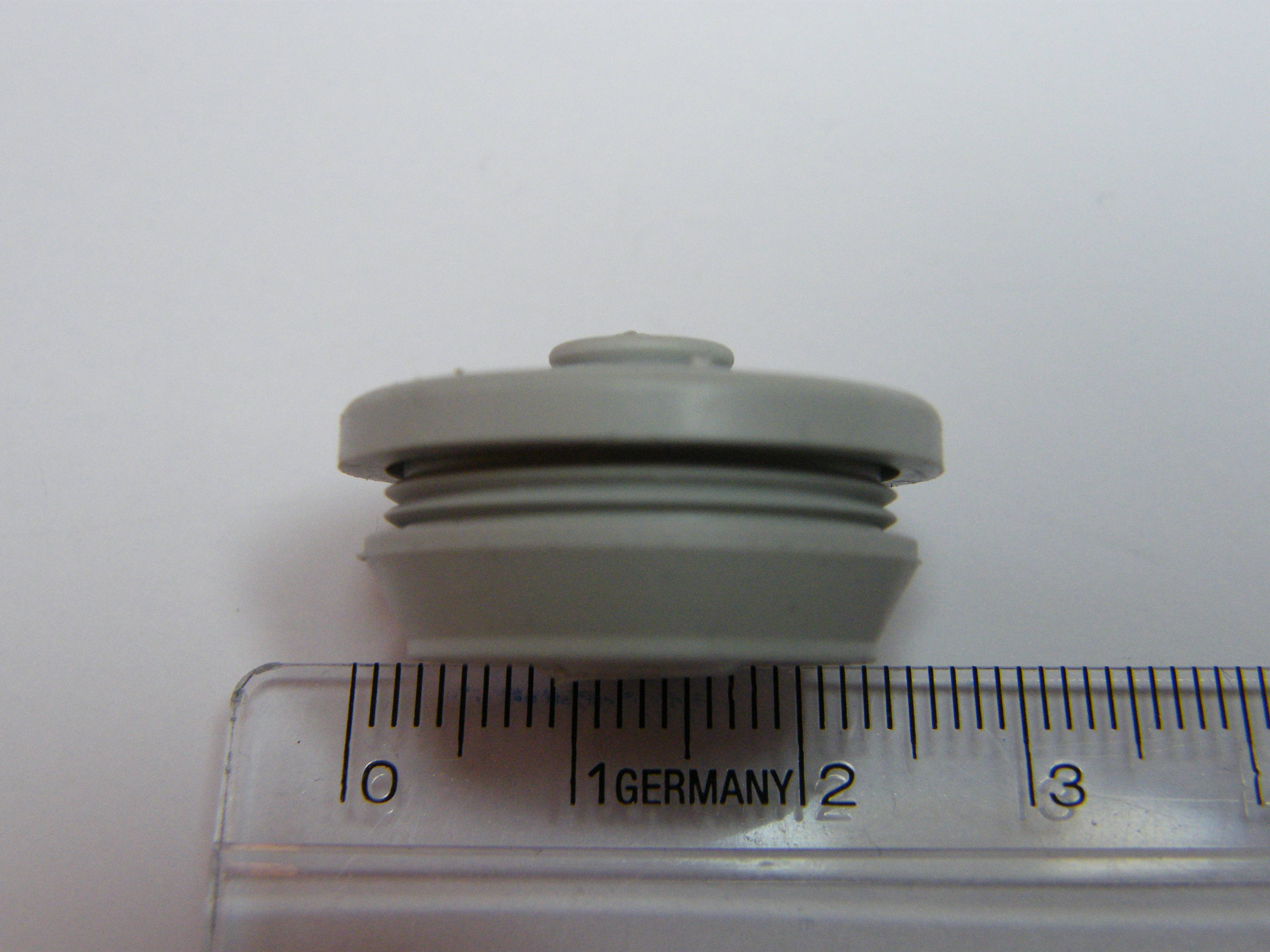
Seitenansicht
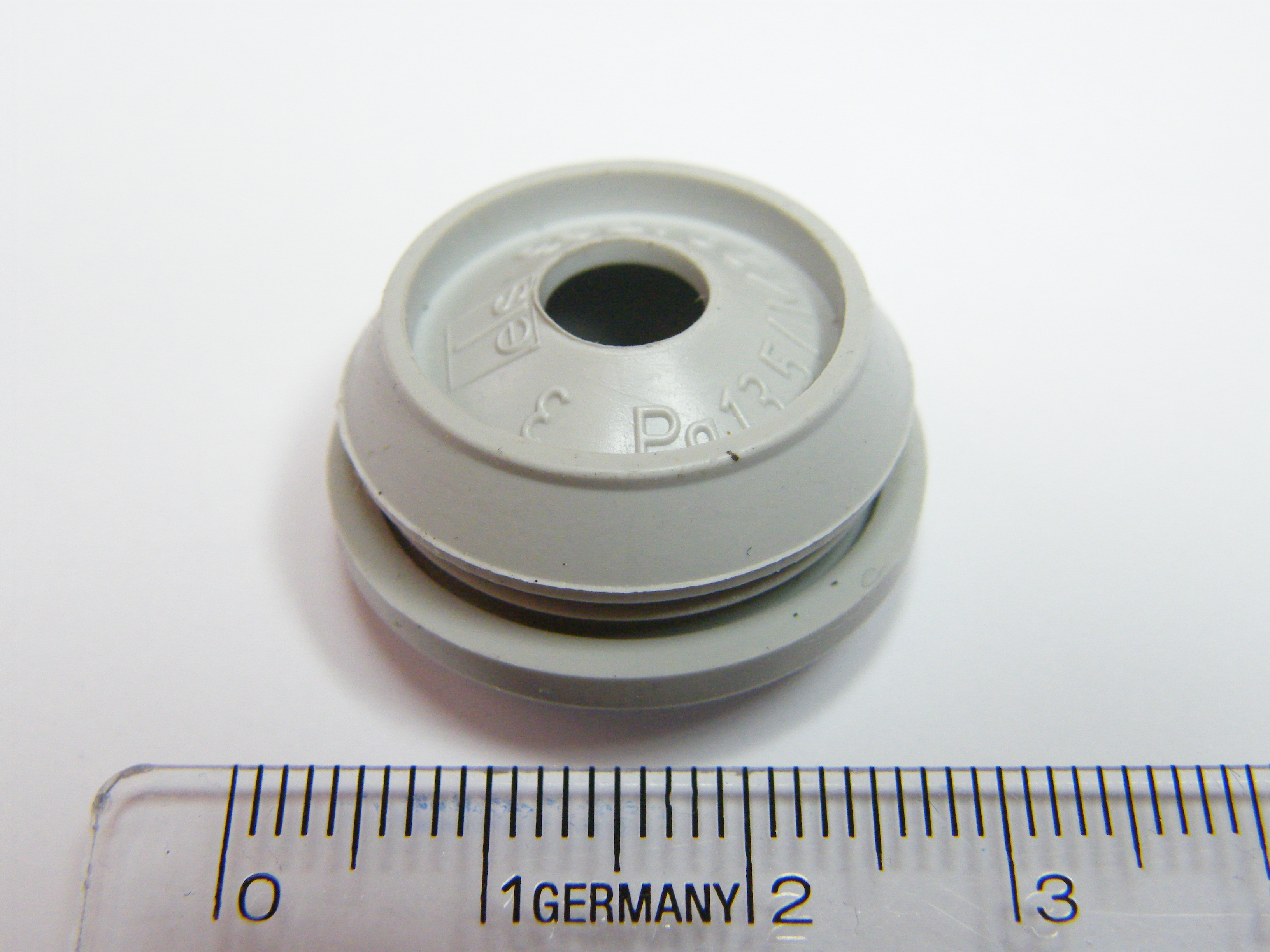
Schrägansicht
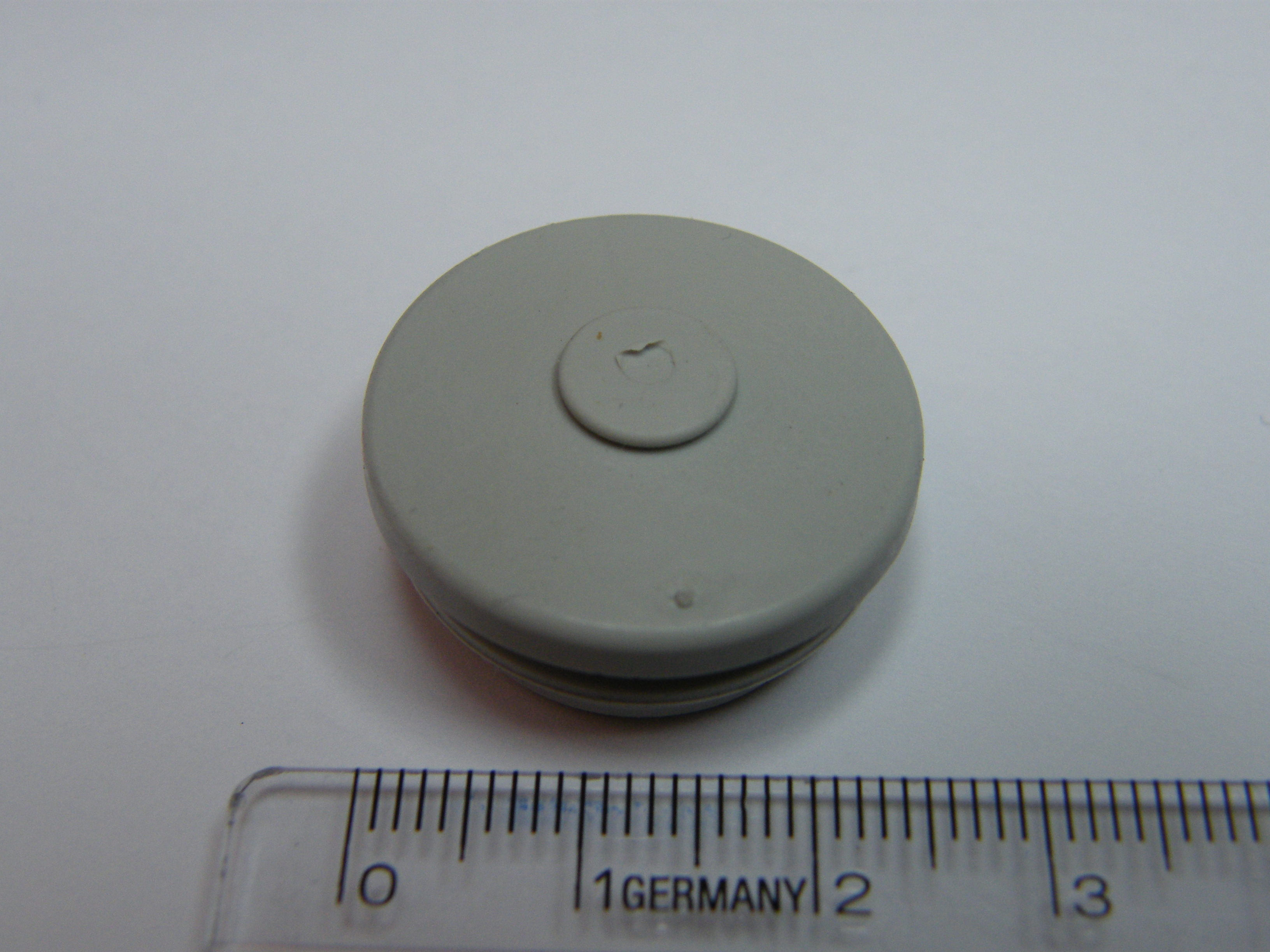
Draufsicht